# Agapetus beredensis
Agapetus beredensis är en nattsländeart som beskrevs av Dakki och Malicky 1980. Agapetus beredensis ingår i släktet Agapetus och familjen stenhusnattsländor. Inga underarter finns listade i Catalogue of Life.